# Liparetrus erythropygus
Liparetrus erythropygus är en skalbaggsart som beskrevs av Blanchard 1850. Liparetrus erythropygus ingår i släktet Liparetrus och familjen Melolonthidae. Inga underarter finns listade i Catalogue of Life.